# Jean Karat
Jean Karat (* 1949 in Qamischli; † 7. Dezember 2003) war ein aramäischer Volkssänger und Künstler.
Jean Karat wurde im Jahre 1949 in der nordsyrischen Stadt Qamischli geboren. Er gehört zu den bedeutendsten Sängern der aramäischsprachigen Musik. Er wuchs in Qamischli auf und begann schon als Jugendlicher zusammen mit anderen bekannten aramäischen Sängern wie Farid Youssef, Elias Karam (Domit) und Jalil Maiilo zu singen. 
Lieder wie Hesh Ono Z' ouro (komponiert und gesungen mit Farid Youssef) gehören zu seinen ersten musikalischen Werken, die in der aramäischsprachigen Musikwelt Gehör fanden. In den 1970ern komponierte Jean Karat Lieder wie O Zamoro, Halyo yo ou yawmano, Lema A' mekh und Mena' mouthi Rhimoli, die zu seinen erfolgreichsten zählen.
Nebst zahlreichen aramäischsprachigen Liedern ist Karat auch bekannt für seine  Lieder in arabischer Sprache. Jean Karat war nicht nur musikalisch aktiv – er malte und schrieb auch gerne. Besonders bekannt wurden seine Kalligraphien in aramäischer Schrift, die heute zahlreiche aramäische Kirchen und Organisationsgebäude (die Mehrzahl von ihnen in Qamischli) verzieren. Am 7. Dezember 2003 verstarb Karat im Alter von 54 Jahren. Sein Sohn Fadi ist ebenfalls Musiker.